# استفان روبوتام
استفان روبوتام (انگلیسی: Stephen Rowbotham؛ زادهٔ ۱۱ نوامبر ۱۹۸۱) از برندگان مدال‌های بازی‌های المپیک تابستانی و قایقران روئینگ اهل بریتانیا است.